# Cantão Bósnio-Podrinje Goražde

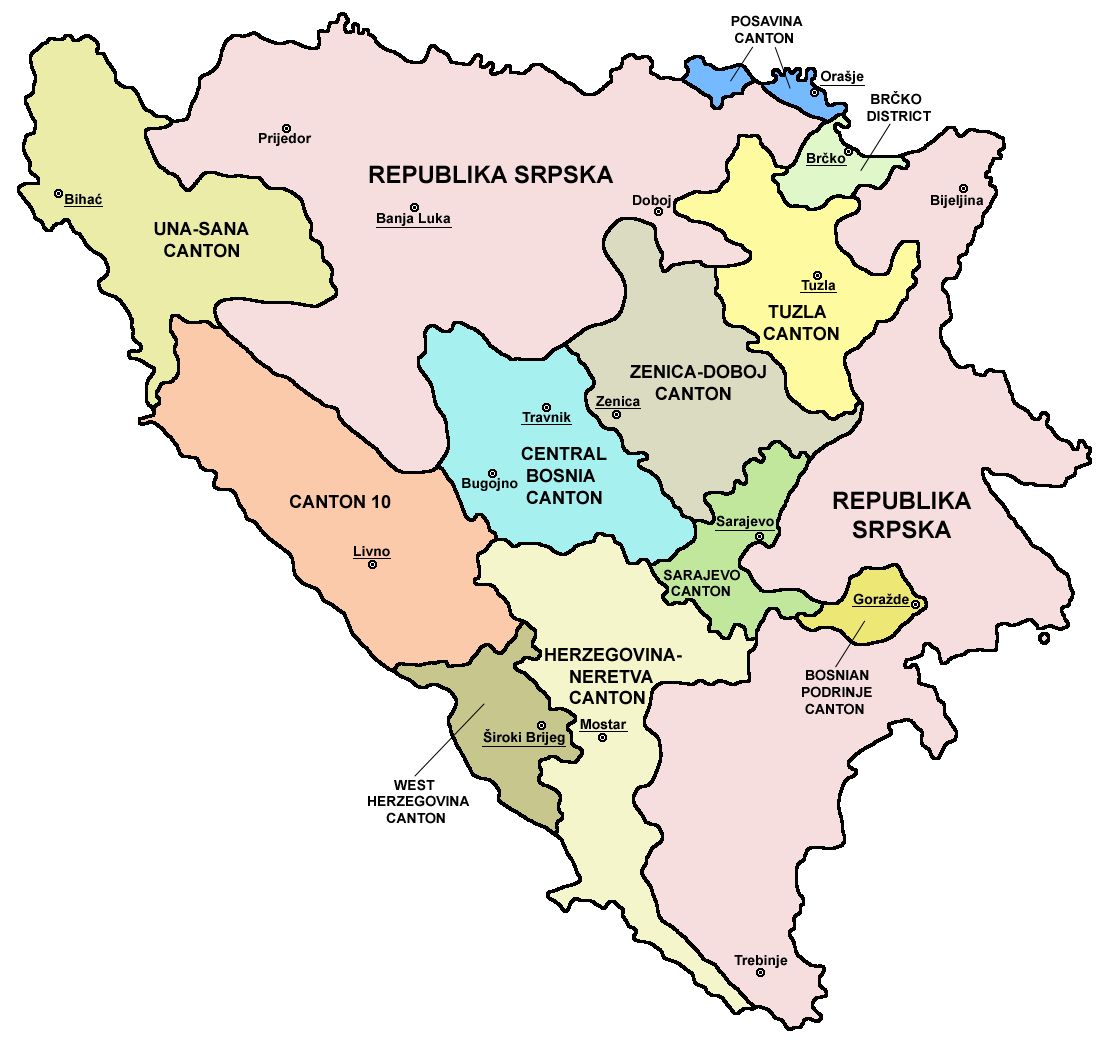
Cantões da Federação da Bósnia e Herzegovina.

O Cantão Bósnio-Podrinje Goražde (Bósnio e Croata: Bosansko-podrinjski kanton Goražde; em sérvio: Босанско-подрињски кантон Горажде), e até 2001 Cantão Goražde-Podrinje (Bósnio e Croata: Goraždansko-podrinjski kanton; em sérvio: Горажданско-подрињски кантон) é um estado federado e um dos dez cantões da Federação da Bósnia e Herzegovina, uma entidade na Bósnia e Herzegovina.

## Demografia

### Censo de 2013
| Município       | Nacionalidade | Nacionalidade | Nacionalidade | Nacionalidade | Nacionalidade | Nacionalidade | Total  |
| Município       | Bósnios       | %             | Croatas       | %             | Sérvios       | %             | Total  |
| --------------- | ------------- | ------------- | ------------- | ------------- | ------------- | ------------- | ------ |
| Goražde         | 19.692        | 94,23         | 23            | 0,11          | 707           | 3,38          | 20.897 |
| Pale-Prača      | 859           | 95,02         | 1             | 0,11          | 33            | 3,65          | 904    |
| Foča-Ustikolina | 1.762         | 91,15         | 0             | 0             | 145           | 7,50          | 1.933  |
| Cantão          | 22.313        | 94,01         | 24            | 0,10          | 885           | 3,72          | 23.734 |

## Geografia
Está localizado na parte centro-sudeste do país, na região do Drina. A sede do cantão é em Goražde.

## Municípios
O cantão é composto pelos municípios de Goražde, Pale-Prača e Foča-Ustikolina.